# Marisa Barros
Elsa Marisa Branco Barros ComM (Sanfins de Ferreira, Paços de Ferreira, 25 de fevereiro de 1980) é uma atleta portuguesa, especialista em maratonas.
Foi sexta no Campeonato Mundial de Atletismo de 2009. Participou nos Jogos Olímpicos de Verão de 2008, ficando no 32.º lugar.
Em fevereiro de 2011, atingiu o terceiro lugar na terceira Maratona de Yokohama, no Japão, com a marca de 2:25.04, ultrapassando Manuela Machado na lista dos melhores tempos portugueses, logo atrás de Rosa Mota.
Em novembro de 2012, voltou a arrecadar o terceiro lugar na Maratona feminina de Yokohama. 
A 10 de julho de 2016, foi feita Comendadora da Ordem do Mérito.